# 五刺棘猛水蚤
五刺棘猛水蚤（学名：Attheyella quinquespinosa）为异足猛水蚤科棘猛水蚤属的动物，是中国的特有物种。分布于广东、云南等地，多生活于小型水域中以及岩洞水中。